# Sugalepa
Sugalepa – wieś w Estonii, w prowincji Järva, w gminie Albu.